# Ontscholen

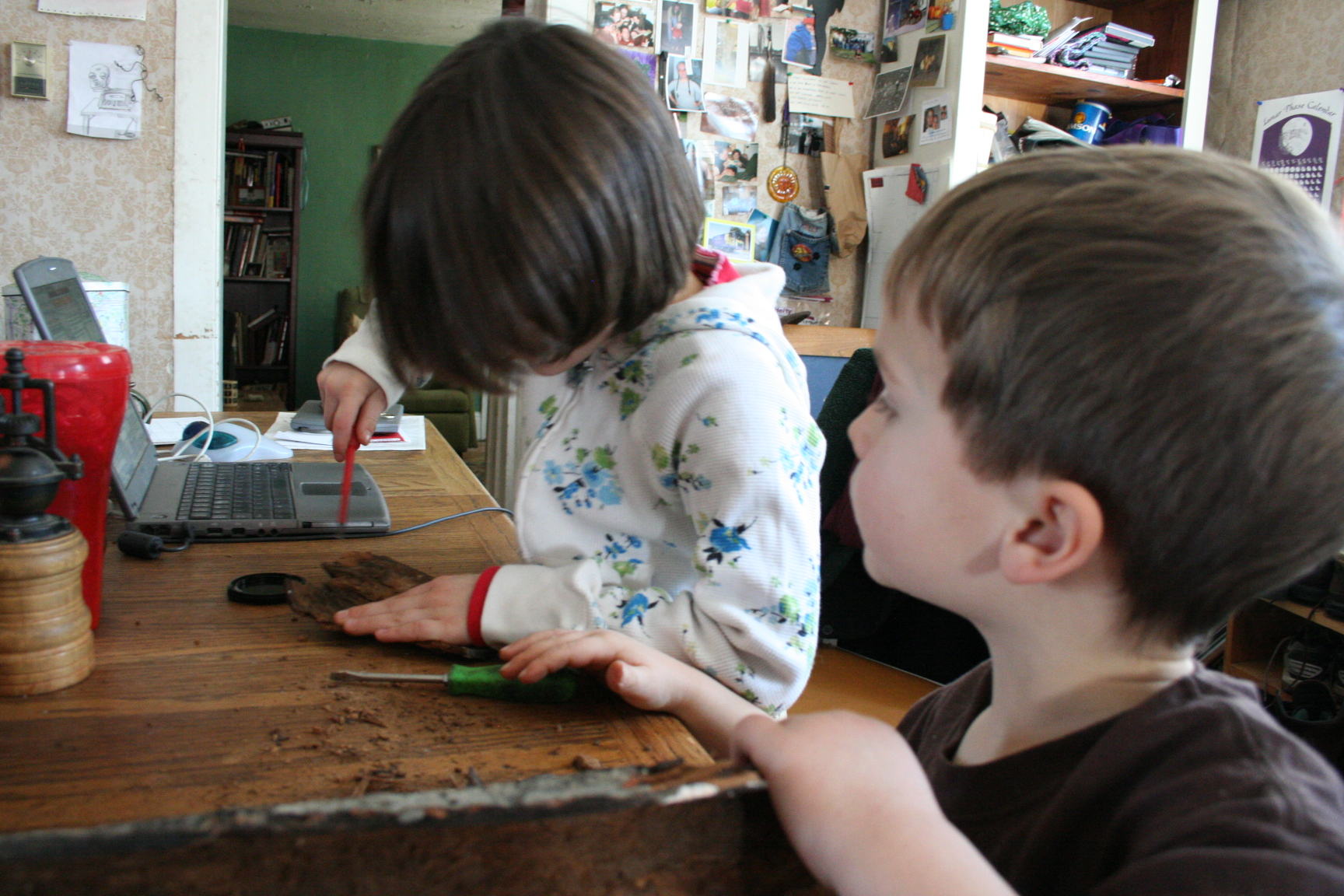
Twee ontschoolde kinderen

Ontscholen is een vorm van thuisonderwijs waarbij geen vast curriculum gevolgd wordt, maar wordt gekeken naar de intrinsieke motivatie van het kind en diens behoeften en interesses. Ontscholen kent vele gradaties: zo wordt er bij extreme vormen van ontscholen volledig afgezien van het geven van formele lessen.

## Achtergrond
De term ontscholen is afkomstig van de Engelse term unschooling. Deze term werd in de jaren zestig van de twintigste eeuw bedacht door de Amerikaanse auteur en docent John Holt die de onderwijsvorm promootte. Holt stelde dat "kinderen willen leren over de wereld, er goed in zijn en erop kunnen vertrouwen dat ze dit doen zonder veel dwang of inmenging van volwassenen."

## Beweegredenen
Redenen om te kiezen voor ontscholen zijn onder meer een onbalans tussen de noden van het kind en de geboden methodes binnen het reguliere schoolsysteem. Daarnaast geven sommige ouders aan dat hun kinderen meer behoefte hebben aan autonomie, ruimte en rust, of dat de school niet aansluit bij de levensovertuiging.
Een Amerikaans onderzoek naar ontscholen rapporteerde dat ouders aangaven dat hun kinderen beter leerden, een betere houding hadden ten opzichte van leren, een verbeterd psychologisch en sociaal welzijn ervaarden en er binnen het gezin meer vrijheid, nabijheid en harmonie ontstond. Doordat kinderen leren vanuit zelfgekozen onderwerpen, is er een betere overeenstemming tussen de leerstof en hun interesses, capaciteiten en leerstijl.

## Bedenkingen
Volgens Brenda Froyen, specialiste kinderwelzijn en lector Nederlands van de lerarenopleiding van Arteveldehogeschool, hebben niet alle ouders de didactische competenties om hun kinderen thuisonderwijs te geven. Volgens Froyen is het mogelijk dat ouders hun kinderen onderschatten en is het voor kinderen noodzakelijk om af en toe te moeten zwoegen en buiten hun comfortzone te treden. Daarnaast geeft Froyen aan dat het met name voor jonge kinderen erg belangrijk is in contact te treden met leeftijdsgenoten doordat zij leren door imitatie.
Jeroen Janssen, universitair hoofddocent Onderwijswetenschappen aan de Universiteit Utrecht, vreest dat de opgedane kennis oppervlakkig en onvolledig blijft, en is hij van mening dat kinderen soms dingen moeten doen die zij als minder leuk ervaren. Daarnaast benadrukt hij dat ouders niet dezelfde expertise heeft als een leerkracht. Janssen is van mening dat ontscholen slechts voor een kleine groep geschikt is.
Peter Verkoeijen, bijzonder hoogleraar onderwijspsychologie aan de Erasmus Universiteit Rotterdam, geeft aan dat het voor kinderen belangrijk is om bekend te raken met opvattingen die niet overeen komen met die van het kind. In het regulier onderwijs leren kinderen hun eigen en andere denkbeelden kritisch te bekijken, iets dat bij ontscholen wellicht niet gebeurt.
Volgens Kim Ouwehand, universitair docent onderwijspsychologie aan de Erasmus Universiteit Rotterdam, mist er bij ontscholen een controlerend orgaan doordat het volgens Ouwehand een vrij subjectieve leermethode kan zijn. In een klas met kinderen krijgt het kind een diverser beeld van de wereld, aldus Ouwehand. Wel is ze van mening dat er bij het ontscholen het het speelse denken wordt gestimuleerd, iets dat volgens Ouwehand in het huidig schoolsysteem wat beperkter kan voelen.
Pedagoog Ingeborg Dijkstra-Verbeek geeft aan dat er een risico bestaat dat de sociale ontwikkeling achterblijft als het kind van het vierde tot twaalfde levensjaar weinig in contact komt met leeftijdsgenoten. Daarnaast zegt ze dat ontscholen alleen mogelijk is als de ouders over voldoende tijd en financiële middelen beschikken.